# 상장법인
상장법인(上場法人)이란 증권거래법상 유가증권시장에서 매매거래의 목적물로 하는 것을 상장이라고 하며, 증권거래소의 유가증권 매매시장에 그 법인이 발행한 유가증권이 상장되어 있는 법인을 상장법인이라 한다.
상장법인은 대한민국에서 두종으로 분류되며 증권거래소와 코스닥에 각각 등록된 기업을 모두 상장법인이라고 하고 각각 거래소상장법인, 코스닥상장법인이라고 호칭한다. 이러한 유가증권매매를 목적으로 상장을 하는 절차를 기업공개라고 하고 이 기업공개는 반드시 금융회사, 증권회사를 통하여 주식의 일정량을 공개판매함으로써 이루어진다.

## 참고 문헌
- 이 문서에는 다음커뮤니케이션(현 카카오)에서 GFDL 또는 CC-SA 라이선스로 배포한 글로벌 세계대백과사전의 내용을 기초로 작성된 글이 포함되어 있습니다.